# Monaca
Monaca es un borough ubicado en el condado de Beaver en el estado estadounidense de Pensilvania. En el año 2000 tenía una población de 6.286 habitantes y una densidad poblacional de 1,159.9 personas por km².

## Geografía
Monaca se encuentra ubicado en las coordenadas 40°41′02″N 80°16′37″O / 40.68389, -80.27694.

## Demografía
Según la Oficina del Censo en 2000 los ingresos medios por hogar en la localidad eran de $33,706 y los ingresos medios por familia eran $45,046. Los hombres tenían unos ingresos medios de $35,436 frente a los $24,375 para las mujeres. La renta per cápita para la localidad era de $17,001. Alrededor del 8.9% de la población estaba por debajo del umbral de pobreza.